# Grand Prix Malezji 2015
Grand Prix Malezji 2015 (oficjalnie 2015 Formula 1 Petronas Malaysia Grand Prix) – druga eliminacja Mistrzostw Świata Formuły 1 w sezonie 2015. Grand Prix odbyło się w dniach 27–29 marca 2015 roku na torze Sepang International Circuit w Sepang.

## Lista startowa
Źródło: Wyprzedź Mnie!
Na niebieskim tle kierowcy biorący udział jedynie w piątkowych treningach
| Nr | Kierowca           | Zespół                        | Samochód               | Silnik                         | Opony |
| -- | ------------------ | ----------------------------- | ---------------------- | ------------------------------ | ----- |
| 3  | Daniel Ricciardo   | Infiniti Red Bull Racing      | Red Bull RB11          | Renault Energy F1-2015 1.6T V6 | P     |
| 5  | Sebastian Vettel   | Scuderia Ferrari              | Ferrari SF15-T         | Ferrari 059/4 1.6T V6          | P     |
| 6  | Nico Rosberg       | Mercedes AMG Petronas F1 Team | Mercedes F1 W06 Hybrid | Mercedes-Benz PU106B 1.6T V6   | P     |
| 7  | Kimi Räikkönen     | Scuderia Ferrari              | Ferrari SF15-T         | Ferrari 059/4 1.6T V6          | P     |
| 8  | Romain Grosjean    | Lotus F1 Team                 | Lotus E23 Hybrid       | Mercedes-Benz PU106B 1.6T V6   | P     |
| 9  | Marcus Ericsson    | Sauber F1 Team                | Sauber C34             | Ferrari 059/4 1.6T V6          | P     |
| 11 | Sergio Pérez       | Sahara Force India F1 Team    | Force India VJM08      | Mercedes-Benz PU106B 1.6T V6   | P     |
| 12 | Felipe Nasr        | Sauber F1 Team                | Sauber C34             | Ferrari 059/4 1.6T V6          | P     |
| 13 | Pastor Maldonado   | Lotus F1 Team                 | Lotus E23 Hybrid       | Mercedes-Benz PU106B 1.6T V6   | P     |
| 14 | Fernando Alonso    | McLaren Mercedes              | McLaren MP4-30         | Honda RA615H 1.6T V6           | P     |
| 19 | Felipe Massa       | Williams Martini Racing       | Williams FW37          | Mercedes-Benz PU106B 1.6T V6   | P     |
| 22 | Jenson Button      | McLaren Mercedes              | McLaren MP4-30         | Honda RA615H 1.6T V6           | P     |
| 26 | Daniił Kwiat       | Infiniti Red Bull Racing      | Red Bull RB11          | Renault Energy F1-2015 1.6T V6 | P     |
| 27 | Nico Hülkenberg    | Sahara Force India F1 Team    | Force India VJM08      | Mercedes-Benz PU106B 1.6T V6   | P     |
| 28 | Will Stevens       | Manor Marussia F1 Team        | Marussia MR03B         | Ferrari 059/3 1.6T V6          | P     |
| 33 | Max Verstappen     | Scuderia Toro Rosso           | Toro Rosso STR10       | Renault Energy F1-2015 1.6T V6 | P     |
| 36 | Raffaele Marciello | Sauber F1 Team                | Sauber C34             | Ferrari 059/4 1.6T V6          | P     |
| 44 | Lewis Hamilton     | Mercedes AMG Petronas F1 Team | Mercedes F1 W06 Hybrid | Mercedes-Benz PU106B 1.6T V6   | P     |
| 55 | Carlos Sainz Jr.   | Scuderia Toro Rosso           | Toro Rosso STR10       | Renault Energy F1-2015 1.6T V6 | P     |
| 77 | Valtteri Bottas    | Williams Martini Racing       | Williams FW37          | Mercedes-Benz PU106B 1.6T V6   | P     |
| 98 | Roberto Merhi      | Manor Marussia F1 Team        | Marussia MR03B         | Ferrari 059/3 1.6T V6          | P     |
| Nr | Kierowca           | Zespół                        | Samochód               | Silnik                         | Opony |

## Wyniki

### Sesje treningowe
Źródło: Wyprzedź Mnie!
| Sesja | Nr | Kierowca       | Konstruktor | Czas     | Okr. |
| ----- | -- | -------------- | ----------- | -------- | ---- |
| 1     | 6  | Nico Rosberg   | Mercedes    | 1:40,124 | 20   |
| 2     | 44 | Lewis Hamilton | Mercedes    | 1:39,790 | 16   |
| 3     | 6  | Nico Rosberg   | Mercedes    | 1:39,690 | 13   |

### Kwalifikacje
Źródło: Wyprzedź Mnie!
| Poz. | Nr | Kierowca         | Konstruktor          | Q1       | Q2       | Q3       | Poz. s. |
| --- | --- | ---------------- | -------------------- | -------- | -------- | -------- | ------- |
| 1 | 44 | Lewis Hamilton   | Mercedes             | 1:39,269 | 1:41,516 | 1:49,834 | 1       |
| 2 | 5 | Sebastian Vettel | Ferrari              | 1:39,813 | 1:39,632 | 1:49,908 | 2       |
| 3 | 6 | Nico Rosberg     | Mercedes             | 1:39,373 | 1:39,376 | 1:50,299 | 3       |
| 4 | 3 | Daniel Ricciardo | Red Bull–Renault     | 1:40,504 | 1:41,084 | 1:51,541 | 4       |
| 5 | 26 | Daniił Kwiat     | Red Bull–Renault     | 1:40,546 | 1:41,665 | 1:51,951 | 5       |
| 6 | 33 | Max Verstappen   | Toro Rosso–Renault   | 1:40,793 | 1:41,430 | 1:51,981 | 6       |
| 7 | 19 | Felipe Massa     | Williams–Mercedes    | 1:40,543 | 1:41,230 | 1:52,473 | 7       |
| 8 | 8 | Romain Grosjean  | Lotus–Mercedes       | 1:40,303 | 1:41,209 | 1:52,981 | 10      |
| 9 | 77 | Valtteri Bottas  | Williams–Mercedes    | 1:40,248 | 1:40,650 | 1:53,179 | 8       |
| 10 | 9 | Marcus Ericsson  | Sauber–Ferrari       | 1:40,340 | 1:41,748 | 1:53,261 | 9       |
| 11 | 7 | Kimi Räikkönen   | Ferrari              | 1:40,415 | 1:42,173 | –        | 11      |
| 12 | 13 | Pastor Maldonado | Lotus–Mercedes       | 1:40,361 | 1:42,198 | –        | 12      |
| 13 | 27 | Nico Hülkenberg  | Force India–Mercedes | 1:40,830 | 1:43,023 | –        | 13      |
| 14 | 11 | Sergio Pérez     | Force India–Mercedes | 1:41,036 | 1:43,469 | –        | 14      |
| 15 | 55 | Carlos Sainz Jr. | Toro Rosso–Renault   | 1:39,813 | 1:43,701 | –        | 15      |
| 16 | 12 | Felipe Nasr      | Sauber–Ferrari       | 1:41,308 | –        | –        | 16      |
| 17 | 22 | Jenson Button    | McLaren–Honda        | 1:41,636 | –        | –        | 17      |
| 18 | 14 | Fernando Alonso  | McLaren–Honda        | 1:41,746 | –        | –        | 18      |
| 19 | 98 | Roberto Merhi    | Marussia–Ferrari     | 1:46,677 | –        | –        | 19      |
| 20 | 28 | Will Stevens     | Marussia–Ferrari     | –        | –        | –        | NW      |
| Poz. | Nr | Kierowca         | Konstruktor          | Q1       | Q2       | Q3       | Poz. s. |
| \| Legenda \| Legenda \| \| ------------------------ \| ---------------------------------------------------------------------------------------------------------------------------------------------------------------------------------------------------------------------------------------------------------------- \| \| Poz. Nr Q1 Q2 Q3 Poz. s. \| Pozycja zajęta w sesji kwalifikacyjnej Numer startowy kierowcy Wynik uzyskany w pierwszej części kwalifikacji Wynik uzyskany w drugiej części kwalifikacji Wynik uzyskany w trzeciej części kwalifikacji Pozycja startowa po uwzględnięniu kar, przesunięć, itp. \| | |                  |                      |          |          |          |         |
| Legenda | |                  |                      |          |          |          |         |
| Poz. Nr Q1 Q2 Q3 Poz. s. | Pozycja zajęta w sesji kwalifikacyjnej Numer startowy kierowcy Wynik uzyskany w pierwszej części kwalifikacji Wynik uzyskany w drugiej części kwalifikacji Wynik uzyskany w trzeciej części kwalifikacji Pozycja startowa po uwzględnięniu kar, przesunięć, itp. |                  |                      |          |          |          |         |

### Wyścig

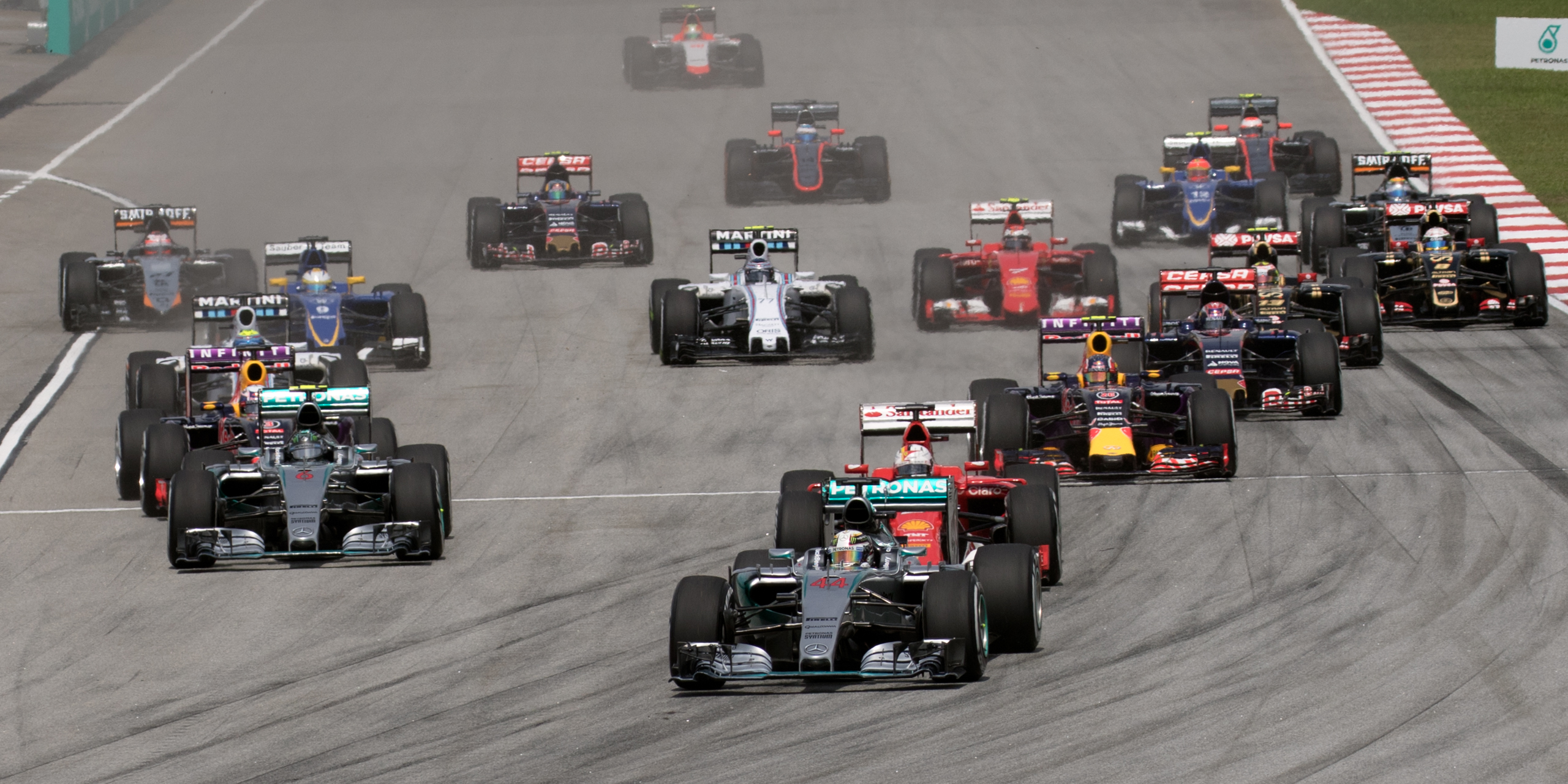
Kierowcy po starcie wyścigu

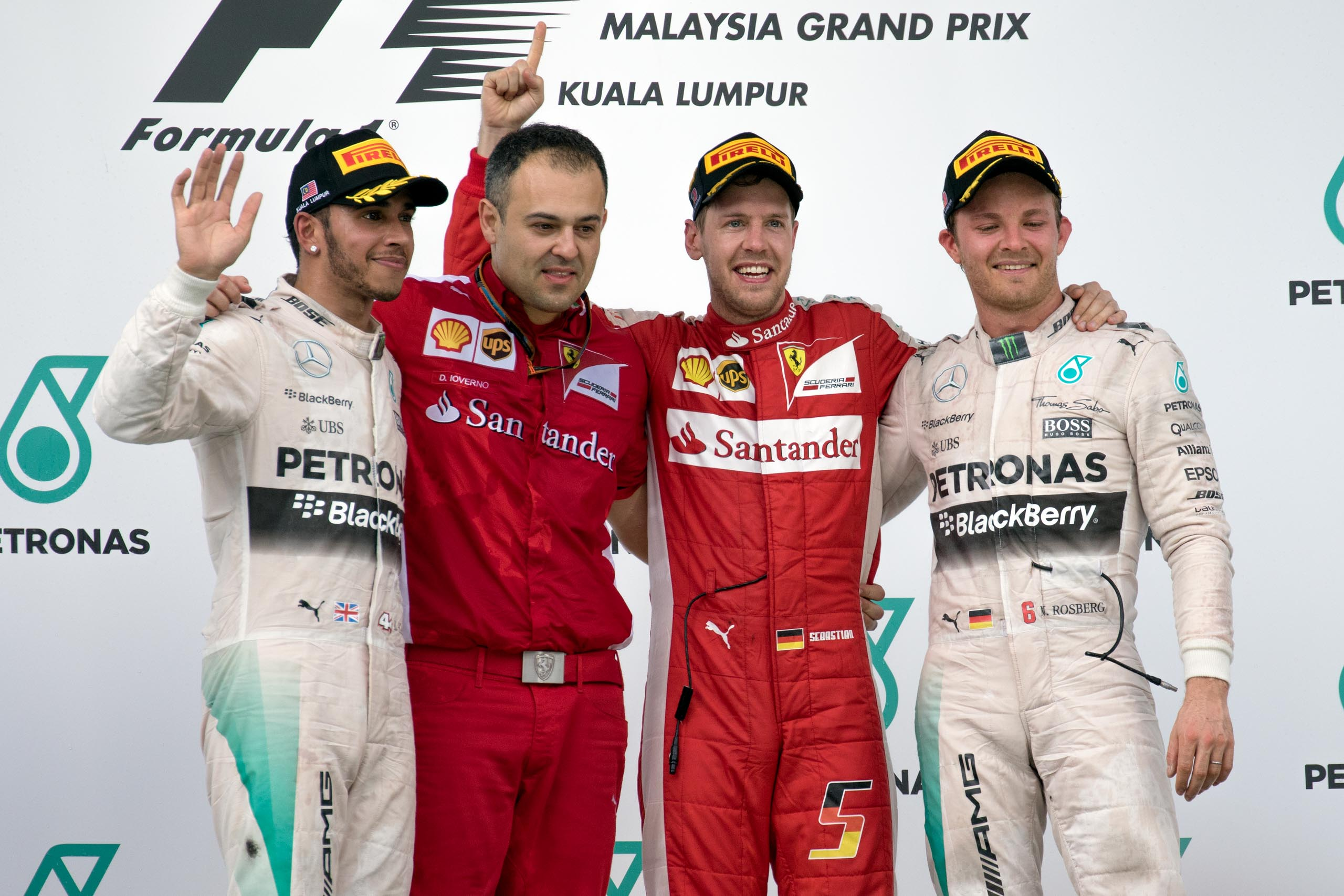
Lewis Hamilton, Diego Ioverno, Sebastian Vettel i Nico Rosberg na podium po wyścigu

Źródło: Wyprzedź Mnie!
| P                                                     | + / –     | Nr | Kierowca         | Konstruktor          | Okr. | Czas / Strata | Komentarz          |
| ----------------------------------------------------- | --------- | -- | ---------------- | -------------------- | ---- | ------------- | ------------------ |
| 1                                                     | 1         | 5  | Sebastian Vettel | Ferrari              | 56   | 1h41m05,793   |                    |
| 2                                                     | 1         | 44 | Lewis Hamilton   | Mercedes             | 56   | +0:08,569     |                    |
| 3                                                     | Bez zmian | 6  | Nico Rosberg     | Mercedes             | 56   | +0:12,310     |                    |
| 4                                                     | 7         | 7  | Kimi Räikkönen   | Ferrari              | 56   | +0:53,822     |                    |
| 5                                                     | 3         | 77 | Valtteri Bottas  | Williams–Mercedes    | 56   | +1:10,409     |                    |
| 6                                                     | 1         | 19 | Felipe Massa     | Williams–Mercedes    | 56   | +1:13,586     |                    |
| 7                                                     | 1         | 33 | Max Verstappen   | Toro Rosso–Renault   | 56   | +1:39,085     |                    |
| 8                                                     | 7         | 55 | Carlos Sainz Jr. | Toro Rosso–Renault   | 55   | +1 okr.       |                    |
| 9                                                     | 4         | 26 | Daniił Kwiat     | Red Bull–Renault     | 55   | +1 okr.       |                    |
| 10                                                    | 6         | 3  | Daniel Ricciardo | Red Bull–Renault     | 55   | +1 okr.       |                    |
| 11                                                    | 1         | 8  | Romain Grosjean  | Lotus–Mercedes       | 55   | +1 okr.       |                    |
| 12                                                    | 4         | 12 | Felipe Nasr      | Sauber–Ferrari       | 55   | +1 okr.       |                    |
| 13                                                    | 1         | 11 | Sergio Pérez     | Force India–Mercedes | 55   | +1 okr.       | [ a ]              |
| 14                                                    | 1         | 27 | Nico Hülkenberg  | Force India–Mercedes | 55   | +1 okr.       | [ b ]              |
| 15                                                    | 4         | 98 | Roberto Merhi    | Marussia–Ferrari     | 53   | +3 okr.       |                    |
| Niesklasyfikowani                                     |           |    |                  |                      |      |               |                    |
|                                                       |           | 13 | Pastor Maldonado | Lotus–Mercedes       | 47   | +9 okr.       | hamulce            |
|                                                       |           | 22 | Jenson Button    | McLaren–Honda        | 41   | +15 okr.      | usterka techniczna |
|                                                       |           | 14 | Fernando Alonso  | McLaren–Honda        | 21   | +35 okr.      | ERS                |
|                                                       |           | 9  | Marcus Ericsson  | Sauber–Ferrari       | 3    | +53 okr.      | poślizg            |
| Nie wystartowali / niedopuszczeni do ponownego startu |           |    |                  |                      |      |               |                    |
|                                                       |           | 98 | Will Stevens     | Marussia–Ferrari     |      |               | układ paliwowy     |
| P                                                     | + / –     | Nr | Kierowca         | Konstruktor          | Okr. | Czas / Strata | Komentarz          |

### Najszybsze okrążenie
Źródło: Wyprzedź Mnie!
| Nr | Kierowca     | Konstruktor | Czas     | Okr. |
| -- | ------------ | ----------- | -------- | ---- |
| 6  | Nico Rosberg | Mercedes    | 1:42,062 | 43   |

## Prowadzenie w wyścigu
Źródło: Racing–Reference.info
| Nr                              | Kierowca         | Okrążenia          | Suma |
| ------------------------------- | ---------------- | ------------------ | ---- |
| 5                               | Sebastian Vettel | 3-17, 23-37, 38-56 | 46   |
| 44                              | Lewis Hamilton   | 1–3, 17-23, 37-38  | 10   |
| \| Wykres \| \| ------ \| \| \| |                  |                    |      |
| Wykres                          |                  |                    |      |
|                                 |                  |                    |      |

## Klasyfikacja po zakończeniu wyścigu

### Kierowcy
| P                 | +/− | Kierowca         | Starty | Punkty | P1 | P2 | P3 | PP | NO | NS |
| ----------------- | --- | ---------------- | ------ | ------ | -- | -- | -- | -- | -- | -- |
| 1                 | 0   | Lewis Hamilton   | 2      | 43     | 1  | 1  | –  | 2  | 1  | –  |
| 2                 | +1  | Sebastian Vettel | 2      | 40     | 1  | –  | 1  | –  | –  | –  |
| 3                 | −1  | Nico Rosberg     | 2      | 33     | –  | 1  | 1  | –  | 1  | –  |
| 4                 | 0   | Felipe Massa     | 2      | 20     | –  | –  | –  | –  | –  | –  |
| 5                 | N   | Kimi Räikkönen   | 2      | 12     | –  | –  | –  | –  | –  | 1  |
| 6                 | −1  | Felipe Nasr      | 2      | 10     | –  | –  | –  | –  | –  | –  |
| 7                 | N   | Valtteri Bottas  | 1      | 10     | –  | –  | –  | –  | –  | –  |
| 8                 | −2  | Daniel Ricciardo | 2      | 9      | –  | –  | –  | –  | –  | –  |
| 9                 | −2  | Nico Hülkenberg  | 2      | 6      | –  | –  | –  | –  | –  | –  |
| 10                | N   | Max Verstappen   | 2      | 6      | –  | –  | –  | –  | –  | 1  |
| 11                | −2  | Carlos Sainz Jr. | 2      | 6      | –  | –  | –  | –  | –  | –  |
| 12                | −4  | Marcus Ericsson  | 2      | 4      | –  | –  | –  | –  | –  | 1  |
| 13                | N   | Daniił Kwiat     | 1      | 2      | –  | –  | –  | –  | –  | –  |
| 14                | −4  | Sergio Pérez     | 2      | 1      | –  | –  | –  | –  | –  | –  |
| 15                | −4  | Jenson Button    | 2      | 0      | –  | –  | –  | –  | –  | 1  |
| 16                | N   | Romain Grosjean  | 2      | 0      | –  | –  | –  | –  | –  | 1  |
| 17                | N   | Roberto Merhi    | 1      | 0      | –  | –  | –  | –  | –  | –  |
| Niesklasyfikowani |     |                  |        |        |    |    |    |    |    |    |
|                   |     | Pastor Maldonado | 2      | –      | –  | –  | –  | –  | –  | 2  |
|                   |     | Fernando Alonso  | 1      | –      | –  | –  | –  | –  | –  | 1  |
|                   |     | Will Stevens     | –      | –      | –  | –  | –  | –  | –  | –  |
|                   |     | Kevin Magnussen  | –      | –      | –  | –  | –  | –  | –  | –  |
| P                 | +/− | Kierowca         | Starty | Punkty | P1 | P2 | P3 | PP | NO | NS |

### Konstruktorzy
| P  | +/− | Konstruktor             | Starty | Punkty | P1 | P2 | P3 | PP | NO | NS |
| -- | --- | ----------------------- | ------ | ------ | -- | -- | -- | -- | -- | -- |
| 1  | 0   | Mercedes                | 4      | 76     | 1  | 2  | 1  | 2  | 2  | –  |
| 2  | 0   | Ferrari                 | 4      | 52     | 1  | –  | 1  | –  | –  | 1  |
| 3  | +1  | Williams Mercedes       | 3      | 30     | –  | –  | –  | –  | –  | –  |
| 4  | −1  | Sauber Ferrari          | 4      | 14     | –  | –  | –  | –  | –  | 1  |
| 5  | +2  | STR Renault             | 4      | 12     | –  | –  | –  | –  | –  | 1  |
| 6  | −1  | Red Bull Racing Renault | 4      | 11     | –  | –  | –  | –  | –  | 1  |
| 7  | −1  | Force India Mercedes    | 4      | 7      | –  | –  | –  | –  | –  | –  |
| 8  | N   | Lotus Mercedes          | 4      | 0      | –  | –  | –  | –  | –  | 3  |
| 9  | −1  | McLaren Honda           | 3      | 0      | –  | –  | –  | –  | –  | 2  |
| 10 | N   | Marussia Ferrari        | 1      | 0      | –  | –  | –  | –  | –  | –  |
| P  | +/− | Konstruktor             | Starty | Punkty | P1 | P2 | P3 | PP | NO | NS |